# 21-ша паралель південної широти
21-ша паралель південної широти — лінія широти, що лежить на 21 градус південніше земної екваторіальної площини. Вона проходить через Атлантичний океан, Африку, Індійський океан, Австралазію, Тихий океан та Південну Америку.

## Список географічних об'єктів, що перетинає 21° пд. ш.
Починаючи з Гринвіцького меридіану та рухаючись на схід, 21-ша паралель південної широти проходить через:
| Координати                                                    | Країна, територія або море | Примітки |
| ------------------------------------------------------------- | -------------------------- | --- |
| 21°0′ пд. ш. 0°0′ сх. д. / 21.000° пд. ш. 0.000° сх. д.       | Атлантичний океан          | |
| 21°00′ пд. ш. 13°31′ сх. д. / 21.000° пд. ш. 13.517° сх. д.   | Намібія                    | |
| 21°00′ пд. ш. 21°00′ сх. д. / 21.000° пд. ш. 21.000° сх. д.   | Ботсвана                   | |
| 21°00′ пд. ш. 27°42′ сх. д. / 21.000° пд. ш. 27.700° сх. д.   | Зімбабве                   | |
| 21°00′ пд. ш. 32°28′ сх. д. / 21.000° пд. ш. 32.467° сх. д.   | Мозамбік                   | |
| 21°00′ пд. ш. 35°06′ сх. д. / 21.000° пд. ш. 35.100° сх. д.   | Мозамбіцька протока        | |
| 21°00′ пд. ш. 43°52′ сх. д. / 21.000° пд. ш. 43.867° сх. д.   | Мадагаскар                 | Проходить через острів Мадагаскар |
| 21°00′ пд. ш. 48°27′ сх. д. / 21.000° пд. ш. 48.450° сх. д.   | Індійський океан           | |
| 21°00′ пд. ш. 55°15′ сх. д. / 21.000° пд. ш. 55.250° сх. д.   | Франція                    | Проходить через острів Реюньйон |
| 21°00′ пд. ш. 55°43′ сх. д. / 21.000° пд. ш. 55.717° сх. д.   | Індійський океан           | Проходить південніше острова Барроу, Західна Австралія, Австралія |
| 21°00′ пд. ш. 116°08′ сх. д. / 21.000° пд. ш. 116.133° сх. д. | Австралія                  | Західна Австралія Північна Територія Квінсленд |
| 21°00′ пд. ш. 149°06′ сх. д. / 21.000° пд. ш. 149.100° сх. д. | Коралове море              | Проходить повз острови Коралового моря, Австралія |
| 21°00′ пд. ш. 164°41′ сх. д. / 21.000° пд. ш. 164.683° сх. д. | Нова Каледонія             | Проходить через Нову Каледонію |
| 21°00′ пд. ш. 165°24′ сх. д. / 21.000° пд. ш. 165.400° сх. д. | Коралове море              | |
| 21°00′ пд. ш. 167°04′ сх. д. / 21.000° пд. ш. 167.067° сх. д. | Нова Каледонія             | Проходить через острів Ліфу[en] |
| 21°00′ пд. ш. 167°22′ сх. д. / 21.000° пд. ш. 167.367° сх. д. | Тихий океан                | Проходить північніше острова Тонгатапу, Тонга Проходить північніше острова Раротонга, Острови Кука Проходить південніше атола Ануанурано[en], Французька Полінезія Проходить північніше атола Ануанурунга[en], Французька Полінезія Проходить північніше атола Нукутепіпі[en], Французька Полінезія |
| 21°00′ пд. ш. 70°10′ зх. д. / 21.000° пд. ш. 70.167° зх. д.   | Чилі                       | Тарапака Антофагаста — приблизно на 14 км |
| 21°00′ пд. ш. 68°22′ зх. д. / 21.000° пд. ш. 68.367° зх. д.   | Болівія                    | |
| 21°00′ пд. ш. 62°15′ зх. д. / 21.000° пд. ш. 62.250° зх. д.   | Парагвай                   | |
| 21°00′ пд. ш. 57°50′ зх. д. / 21.000° пд. ш. 57.833° зх. д.   | Бразилія                   | Мату-Гросу-ду-Сул Сан-Паулу Мінас-Жерайс Ріо-де-Жанейро Еспіриту-Санту |
| 21°00′ пд. ш. 40°48′ зх. д. / 21.000° пд. ш. 40.800° зх. д.   | Атлантичний океан          | |